# Jerzy Wołek
Jerzy Adam Wołek (ur. 18 października 1942 w Krakowie, zm. 1 stycznia 2013 w Krakowie) – polski biolog, profesor, specjalność: ekologia, botanika, fitosocjologia – zajmował się: ekologią zbiorowisk roślinnych a zwłaszcza zasadami zrzeszania się gatunków, próbując ustalić rolę różnych czynników ekologicznych (m.in. konkurencji, allelopatii, losowości, abiotycznych) w determinowaniu ich składu gatunkowego; zastosowaniem modeli zerowych i rozkładów uciętych w ekologii oraz wykorzystywaniem metod statystycznych w dydaktyce biologii.
Wieloletni pracownik naukowy Instytutu Botaniki Polskiej Akademii Nauk w Krakowie i profesor Uniwersytetu Pedagogicznego im. KEN w Krakowie.

## Życiorys

### Wykształcenie i praca naukowa
W latach 1956–1960 uczęszczał do I Liceum Ogólnokształcącego im. B. Nowodworskiego w Krakowie. Po maturze rozpoczął studia na Wydziale Biologii i Nauki o Ziemi na Uniwersytecie Jagiellońskim w Krakowie.
W roku 1965 otrzymał tytuł magistra biologii UJ – praca magisterska przygotowana w Katedrze Hydrobiologii pod kierunkiem prof. Karola Starmacha.
Pracę zawodową rozpoczął w roku 1966 w Miejskim Parku i Ogrodzie Zoologicznym w Krakowie. W roku 1967 rozpoczął prace w Zakładzie Ekologii Instytutu Botaniki im. Władysława Szafera Polskiej Akademii Nauk w Krakowie.
W latach 1972–1974 odbył staż naukowy w Instytucie Geobotaniki w Zürichu. W 1977 r. obronił pracę doktorską pt. Ekologia zbiorowisk pleustonowych w świetle badań eksperymentalncyh, której promotorem był prof. Kazimierz Zarzycki.
W tym czasie w szerokim zakresie stosował metody statystyczne do wyjaśniania roli czynników ekologicznych w organizacji fitocenoz i determinowaniu struktur zbiorowisk.
W latach 1992–1997 uczestniczył w kompleksowych badaniach naukowych na obszarze i w otoczeniu zbiorników wodnych Czorsztyn-Niedzica i Sromowce Wyżne.
W latach 1996–1999 był przewodniczącym Rady Redakcyjnej Fragmenta Florestica et Geobotanica Series Polonica oraz redaktorem Fragmenta Floristica et Geobotanica, od roku 2000 członkiem Rady Redakcyjnej Polish Botanical Jurnal.
W roku 1997 na podstawie oceny dorobku naukowego i rozprawy habilitacyjnej pt. Species co-occurrense patterns in pleustonic plant communities (class Lemnetea): are there assembley rules governing pleustonic community assembley? uzyskał stopień doktora habilitowanego w zakresie biologii, botaniki, ekologii, fitosocjologii w IB PAN w Krakowie.
W latach 2001–2002, po przejściu na emeryturę prof. Kazimierza Zarzyckiego, piastował stanowisko kierownika Pracowni Ekologii Roślin w Zakładzie Ekologii IB PAN. W 2002 r. podjął pracę na Uniwersytecie Pedagogicznym im. KEN w Krakowie na stanowisku kierownika Zakładu Dydaktyki Biologii w Instytucie Biologii. W 2006 r. otrzymał stanowisko dyrektora Instytutu Biologii.
Był autorem Vademecum statystyki dla biologów – pracy metodycznej poświęconej analizie statystycznej danych ekologicznych i biogeograficznych oraz podręcznika dla studentów biologii pt. Wprowadzenie do statystyki dla biologów z 2006 r. Był autorem lub współautorem licznych prac z zakresu metodologii dydaktyki i edukacji środowiskowej oraz wykorzystana metod statystycznych w badaniach botanicznych i w badaniach z zakresu aerobiologii – proponował program komputerowy, pozwalający znaleźć optymalny sposób na zliczanie ziaren pyłku i zarodników grzybów.
W dniu 17 czerwca 2009 otrzymał od Prezydenta Rzeczypospolitej Polskiej Lecha Kaczyńskiego tytuł naukowy profesora.
Należał do Polskiego Towarzystwa Przyrodników im. Mikołaja Kopernika (Sekcja Dydaktyki Biologii). Jerzy Wołek zmarł nagle w Krakowie dnia 1 stycznia 2013, został pochowany 8 stycznia 2013 na cmentarzu Rakowickim.

## Odznaczenia, upamiętnienie
W 2005 roku otrzymał Srebrny Krzyż Zasługi.

## Wybrane publikacje
1. Wołek J. 1971: Rozmieszczenie roślin wodnych w dolinie Dunajca na przedpolu Pienińskiego Parku Narodowego. – Fragmenta Floristica et Geobotanica 17(2): 237–250.
2. Wołek J. 1974b: A preliminary investigation of interactions (competition, allelopathy) between some species of Lemna, Spirodela and Wolffia. – Berichte des Geobotanischen Institutes der ETH, Stiftung Rübel, Zürich 42: 140–162.
3. Wołek J. 1974c: Experimental control of flowering in Spirodela polyrrhiza (L.) Schleiden, strain 7401 – a preliminary report. – Berichte des Geobotanischen Institutes der ETH, Stiftung Rübel, Zürich 42: 163–170.
4. Wołek J. 1979: Experimental investigations on competition and allelopathy between Spirodela polyrrhiza (L.) Schleiden and Wolffia arrhiza (L.) Wimm. Fragm. – Fragmenta Floristica et Geobotanica 25(2): 281–350.
5. Wołek J. 1983: Determinants of community structure for the pleustonic plants (the Lemnetea class). – Ekologia polska 31(1): 173–200.
6. Wołek J. 1988: Null hypothesis in studies on plant communities. I. Null model, research procedure, statistical analysis of results. – Ekologia polska 36(3–4): 471–484.
7. Wołek J. & Dawidowicz A.L. 1991: Rozkłady ucięte, dwumianowy i Poissona, w badaniach ekologicznych: zastosowanie praktyczne. – Wiadomości ekologiczne 37(1): 27–41.
8. Wołek J. 1992: Vademecum statystyki dla biologów. – Polish Botanical Studies Guidebook Series No. 6: 1–137.
9. Wołek J. 1997: Species co-occurrence patterns in pleustonic plant communities (class Lemnetea): are there assembly rules governing pleustonic community assembly? – Fragmenta Floristica et Geobotanica Supplementum 5: 3–100.
10. Wołek J. 2006. Wprowadzenie do statystyki dla biologów. Wydawnictwo Naukowe Akademii Pedagogicznej im. KEN w Krakowie, Kraków, 422 ss.
11. Wołek J. 2006. Metody statystyczne w analizie danych aerobiologicznych, s. 143–154. [w:] E. Weryszko-Chmielewska (red.), Pyłek roślin w aeroplanktonie różnych regionów Polski. Wyd. Katedra i Zakład Farmakognozji z Pracownią Roślin Leczniczych, Wydziału Farmaceutycznego Akademii Medycznej im. Prof. F. Skubiszewskiego w Lublinie, Lublin.
12. Wołek J., Walanus A., Stępalska D. 2006. Statystyka zliczeń ziarn pyłku i zarodników grzybów. Alergologia, Immunologia 3 (3–4): 98–104.
13. Wołek J., Potyrała K., Walosik A. 2007. Czy efektywne metody nauczania mogą pogłębiać lub zmniejszać różnicę między słabymi i dobrymi uczniami?, s. 89−97. – (W:) R.M. Suska-Wróbel, I. Majcher (red.), Dydaktyka Biologii wobec wyzwań współczesności. Fundacja Rozwoju Uniwersytetu Gdańskiego, Gdańsk.